# Мамхурц (река)
Мамхурц (абаз. Мамхвырцӏа, карач.-балк. Мамхурц) — горная река в Карачаево-Черкесии, левый приток Большой Лабы (бассейн Кубани). Длина — 14 км.
Берёт начало в маленьком высокогорном озере у стыка хребтов Мамхурц и Макера, на расстоянии 3,5 км по прямой от гребня Главного Кавказского хребта. Впадает в Большую Лабу близ горы Мамхурц, юго-восточнее села Загедан.
Вода реки прозрачная, зелёно-голубого цвета. В долине реки растут густые хвойные леса (ель, пихта). Ко дну ущелья Мамхурца с обеих сторон подходит большое количество крутых и глубоких коротких балок.
Вдоль реки проходит горная тропа.
Топоним «Мамхурц» (абаз. Мамхвырцӏа), по мнению коллектива авторов Шагирова А. К., Темировой Р. Х. и Шишкановой А. В., а также Ионовой С. Х., имеет ту же этимологию, что и топоним «Дамхурц». Интересно, что у абазин есть женское имя собственное «Мамхвырдза», что ставит его рядом с мужским именем «Дамхырдза» — реке Дамхурц, протекающей в соседней долине.

## Топографические карты
- Лист карты K-37-V. Масштаб: 1 : 200 000. Издание 1968 г.